# بهرام‌شاه (سلجوقیان کرمان)
بهرام‌شاه بن طغرل‌شاه، نهمین حاکم قاوردی کرمان و پسر طغرل‌شاه بود که بعد از مرگ پدر در سال ۵۶۳ هجری به قدرت رسید اما درگیر منازعات جانشینی با برادران خود یعنی ارسلان‌شاه دوم و توران‌شاه دوم شد و سرانجام در سال ۵۷۰ هجری بر اثر بیماری درگذشت.